# Loipersbach im Burgenland
Loipersbach im Burgenland (węg. Lépesfalva) – gmina w Austrii, w kraju związkowym Burgenland, w powiecie Mattersburg. Liczy 1,24 tys. mieszkańców (1 stycznia 2014).